# Lietuvos Taurė 1992-1993
La Lietuvos Taurė 1992-1993 è stata la 4ª edizione del torneo, iniziata il 19 agosto del 1992 e terminata il 24 giugno 1993. 
Il trofeo è stato vinto per la seconda volta dallo Žalgiris, dopo aver battuto battuto in finale il Sirijus Klaipėda col punteggio di 1-0.

## Primo turno
| Squadra 1       | Risultato       | Squadra 2          |
| --------------- | --------------- | ------------------ |
| Interas         | + – -           | Snaigė Alytus      |
| Mastis Telsiai  | 1 – 1 (2-3 dtr) | Aras Klaipėda      |
| Aidas Panevėžys | + – -           | Minija Kretinga    |
| Banga Gargždai  | 1 – 1 (0-2 dtr) | Elektronas Tauragė |
| Sveikata        | 1 – 3           | Geležinis Vilkas   |
| Robotas Plungė  | - – +           | Sakalas Šiauliai   |
| Mūša Ukmergė    | 2 – 3           | ROMAR Mažeikiai    |
| Sūduva          | 0 – 3           | Inkaras Kaunas     |
| Vilnius         | 4 – 0           | Azotas Jonava      |
| Elma Anykščiai  | 0 – 0 (4-5 dtr) | Nevėžis            |

## Ottavi di finale
| Squadra 1          | Totale | Squadra 2               | Andata | Ritorno |
| ------------------ | ------ | ----------------------- | ------ | ------- |
| Elektronas Tauragė | 0 – 3  | Banga Kaunas            | 0 – 3  | n.d.    |
| Inkaras Kaunas     | 1 – 2  | Žalgiris                | 1 – 1  | 1 – 2   |
| Aras Klaipėda      | 2 – 1  | Lietuvos Makabi Vilnius | 1 – 1  | 1 – 0   |
| Vilnius            | - – +  | Sirijus Klaipėda        | n.d.   | n.d.    |
| Aidas Panevėžy     | 1 – 7  | Panerys Vilnius         | 1 – 7  | n.d.    |
| Interas            | 1 – 2  | Ekranas                 | 1 – 2  | n.d.    |
| Sakalas Šiauliai   | - – +  | ROMAR Mažeikiai         | n.d.   | n.d.    |
| Geležinis Vilkas   | 4 – 2  | Nevėžis                 | 4 – 1  | 0 – 1   |

## Quarti di finale
| Squadra 1        | Totale | Squadra 2        | Andata | Ritorno |
| ---------------- | ------ | ---------------- | ------ | ------- |
| Sirijus Klaipėda | 5 – 3  | Panerys Vilnius  | 4 – 2  | 1 – 1   |
| Banga Kaunas     | 8 – 1  | Geležinis Vilkas | 7 – 0  | 1 – 1   |
| Aras Klaipėda    | 0 – 1  | Ekranas          | ann.   | 0 – 1   |
| Žalgiris         | 5 – 1  | ROMAR Mažeikiai  | 2 – 1  | 3 – 0   |

## Semifinali
| Squadra 1        | Totale | Squadra 2    | Andata | Ritorno |
| ---------------- | ------ | ------------ | ------ | ------- |
| Žalgiris         | 6 – 0  | Banga Kaunas | 2 – 0  | 4 – 0   |
| Sirijus Klaipėda | 1 – 0  | Ekranas      | 1 – 0  | 0 – 0   |

## Finale
| Arbitro: | Birieta (Kaunas) |

|             |           |  |
| Zdančius 5’ | Marcatori |  |